# Avileña-negra ibérica
La avileña-negra ibérica es una raza vacuna española autóctona del centro de la península ibérica.
Tradicionalmente ha pastado durante el verano en los prados de montaña del Sistema Central, sobre todo en la Sierra de Gredos, en la Sierra de la Paramera, en La Serrota, en la Sierra de Villafranca y en la Sierra de Ávila. En estas sierras hay dehesas que son aprovechadas por este ganado desde fines de la primavera hasta el otoño. Antes de que llegue el invierno este ganado se desplaza a Extremadura practicando todavía la trashumancia, a través de la Cañada Real Leonesa Occidental, atravesando los puertos de Menga y del Pico.
Oficialmente, tiene reconocidas dos variedades en el Catálogo Oficial de Razas de Ganado de España del Ministerio de Agricultura, Pesca y Alimentación. Por un lado la avileña-negra ibérica, y por otro la avileña-negra ibérica bociblanca, catalogada como raza en peligro de extinción.

## Origen e historia
Es criterio general atribuir esta raza al bos taurus ibérico, que se formó en el sistema montañoso del centro peninsular. En principio constituía un grupo vacuno explotado para la producción de trabajo, que en épocas pasadas era conocido y nominado según las áreas de procedencia: avileño, piedrahitense, barqueño, pinariego, guadarrameño, etc., para terminar con la designación global de raza serrana, sobre la base de su ubicación montañosa. De entre todos estos núcleos se destacaron los situados en la sierra abulense, que fundidas entre sí dieron lugar a la raza avileña, quedando el resto de las poblaciones como raza serrana. Esta última denominación era motivo de confusión con otros bovinos, que también recibían la denominación de serranos por su emplazamiento montañoso, pero que tenían características diferentes, por lo que se optó por denominar negra ibérica a estas poblaciones. Posteriormente, la raza avileña alcanza un alto grado de selección y se impone como ganado mejorado, siendo frecuente la utilización de sementales avileños con hembras de raza negra ibérica. En 1980 la comunidad de origen, aptitud, tipología, manejo, objetivos de selección y el continuo intercambio de "sangre" entre ambas razas, aconsejaron agruparlas bajo la denominación de avileña-negra ibérica.

## Distribución y censos

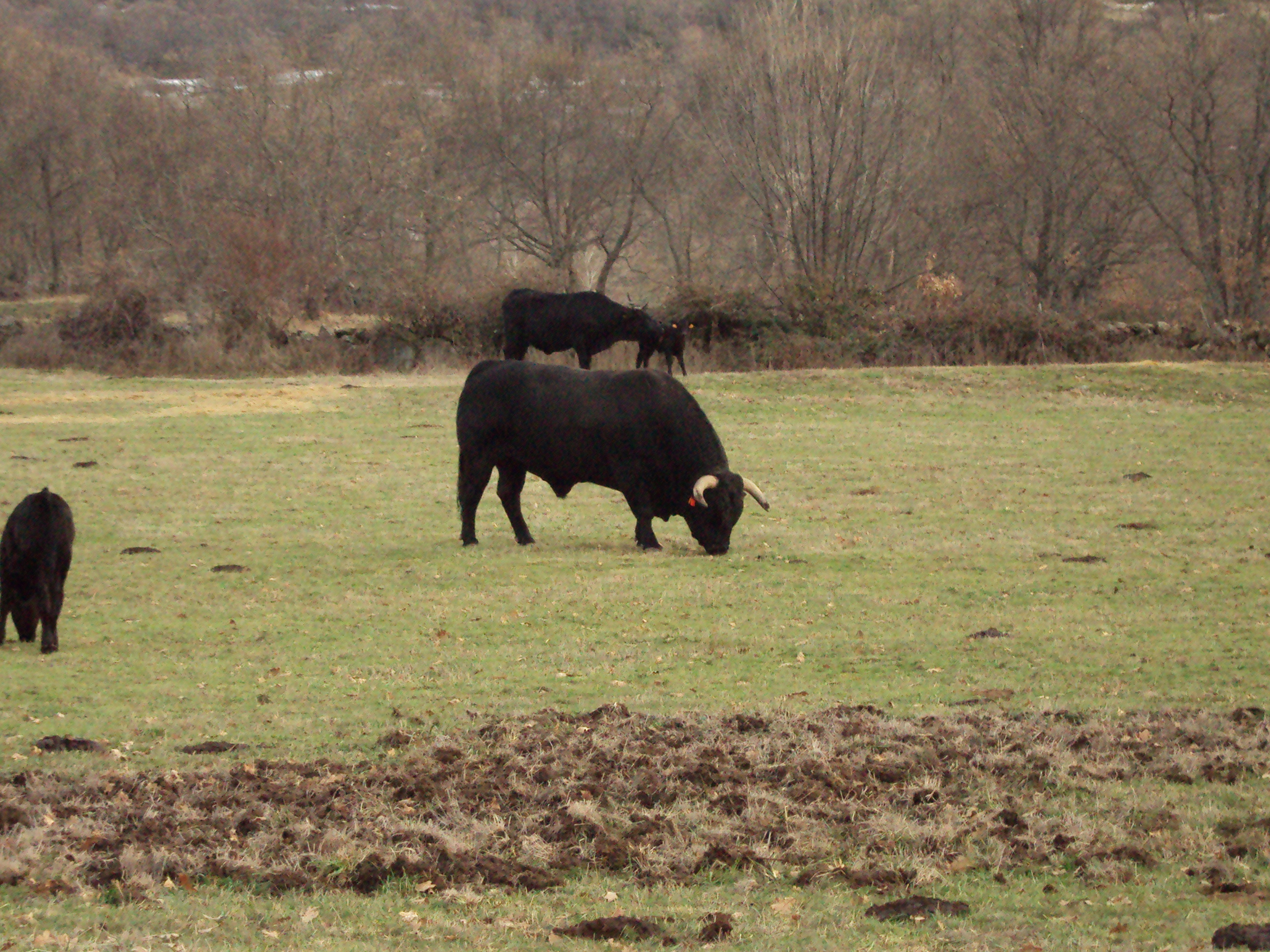
Toro pastando en Navaescurial (Sierra de Villafranca).

La raza cuenta a nivel nacional, con unas 145.000 cabezas, de las cuales aproximadamente, 110.000 son hembras reproductoras, y de ellas 25.500 se hallan inscritas en el libro genealógico. Otro dato importante es la evolución del número de ejemplares inscritos en dicho libro, que ha pasado de 11.274 en 1976, a 27.237 en 1990.
Está implantada en una amplia zona geográfica, que afecta a nueve comunidades autónomas: Castilla y León, Extremadura, Andalucía, Castilla-La Mancha, Comunidad de Madrid, La Rioja, Comunidad Valenciana, Cataluña y Aragón, hasta en un total de veinte provincias. Como área principal, se localiza en las áreas montañosas de Ávila y provincias limítrofes, como Madrid, Toledo, Cáceres, Segovia e incluso Burgos, en las sierras de Gredos, Villafranca, Piedrahíta, la Paramera, La Serrota, Guadarrama, Somosierra, Demanda, Béjar, etc. Llegando, como área de expansión, al resto de Extremadura (Badajoz), Andalucía y a zonas montañosas del norte de España, debido a que con ella se practica la trashumancia. Los mismos ejemplares se pueden hallar en invierno (noviembre a junio) en zonas de valle o dehesa del sur de Castilla y León, Extremadura, Andalucía, etc., y en verano (junio a noviembre) en pastos de montaña del Sistema Central e, incluso de la Cordillera Cantábrica.
Por su censo destacan las provincias de Ávila, con unas 60.000 cabezas, Cáceres con 28 000 y Segovia con 12.000.

## Morfología

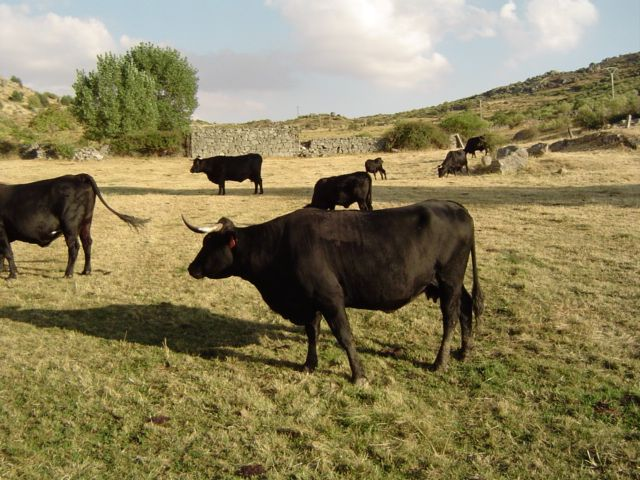
Avileñas pastando en la Sierra de Ávila

Su peso es de entre 550 y 600 kilos y su pelaje es negro aunque no es difícil encontrar capas chorreadas o berrendas. A las berrendas en negro se les llama jardas. Raza de gran dureza, produce una carne muy apreciada, denominada Carne de Ávila, que goza de Indicación Geográfica Protegida desde 1988. También participa en otras indicaciones geográficas como Ternera de Extremadura y Carne de la Sierra de Guadarrama.
Dentro de la variedad avileña-negra ibérica se pueden considerar dos variedades, la que nos ocupa (también llamada piedrahitense), y l bociblanca (también llamada barqueña), que se diferencian en su capa y ligeramente en su conformación. En cualquier caso, se trata de animales hipermétricos o subhipermétricos, de perfil cóncavo y mediolíneos. Tienen cabeza de tamaño medio, con hocico ancho que puede o no estar orlado blanco (la orla blanca se asocia con la variedad barqueña), pero siempre tiene las mucosas negras. Cuernos en gancho, bien desarrollados, de grosos medio y de color negro pizarroso o aceitunado, o blancos con los pitones negros. En las hembras se admite el descornado artificial previa declaración a los servicios del Libro Genealógico. Cuello corto y musculoso, bien unido al tronco y con morrillo desarrollado en los machos. Papada discreta y discontinua (con dos pliegues, uno bajo la cabeza y tercio anterior del cuello y otro ocupando el resto del cuello y la entrada del pecho) que los diferentes programas de selección de la raza tienden a reducir al máximo.
Tronco profundo y musculoso. Cruz ancha, no prominente y bien unida al cuello y al dorso. Pecho profundo y potente, sobre todo en los machos. Tórax amplio y arqueado. Dorso y lomos horizontales, anchos y musculosos, aunque en algunos animales la línea dorsal puede ser ligeramente hundida dado su perfil cóncavo. Espalda larga, compacta y ancha. Vientre amplio, pero no excesivamente voluminoso. Grupa ancha, recta y horizontal, aunque con relativa frecuencia se encuentran ejemplares que presentan las antes muy abundante "grupa de pollo", caracterizada por ser oblicua y derribada y estar asociada a un escaso desarrollo del tercio posterior. Cola bien insertada, larga y con abundante borlón. Muslos amplios y convexos, principalmente en los machos. Nalgas descendidas, rectas o convexas en las hembras y ampulosas en los machos. Los aplomos son correctos y las extremidades robustas y bien proporcionadas en general.
La capa es negra uniforme, con mucosas, pitones y pezuñas negras, aunque se admite la presencia de degradaciones centrífugas, en forma de tonalidades doradas por la presencia de pelo rojo, en las bragadas, axilas, cara interna de los muslos, cara posterior de las nalgas y región dorsolumbar (listón). El morro puede ser completamente negro o presentar orla blanca, completa o no, contorneándolo. Las degradaciones del color, al igual que la orla, son raras en la variedad piedrahitense, mientras que son típicas en la barqueña y lo eran en los individuos de la población antes denominada negra ibérica. Finalmente, se acepta la presencia de pequeñas manchas blancas en la ubre y proximidades, así como la existencia de pelos blancos en el borlón de la cola, si bien la tendencia es a eliminar ambos caracteres.

## Aptitud

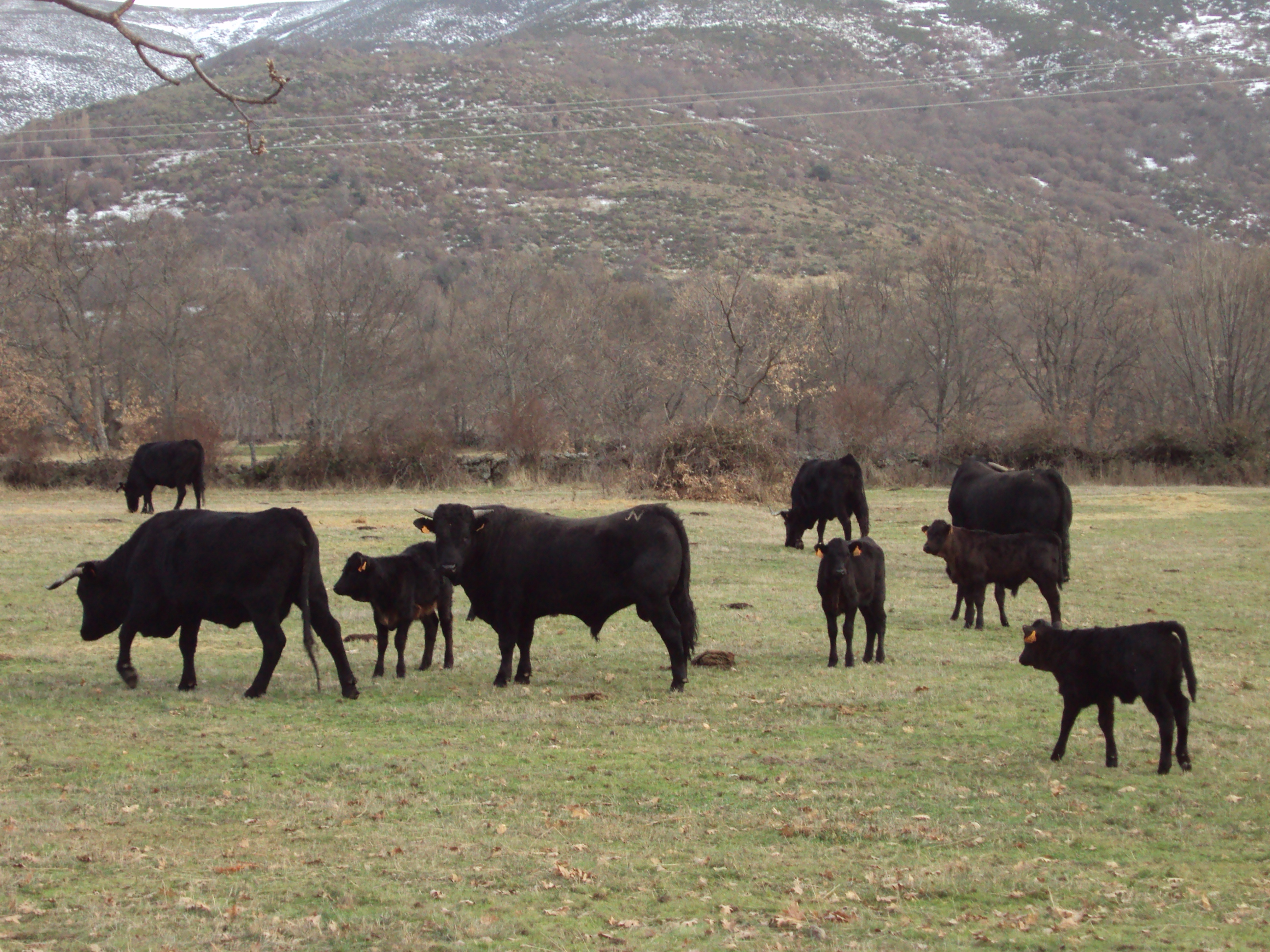
Rebaño pastando (Sierra de Villafranca).

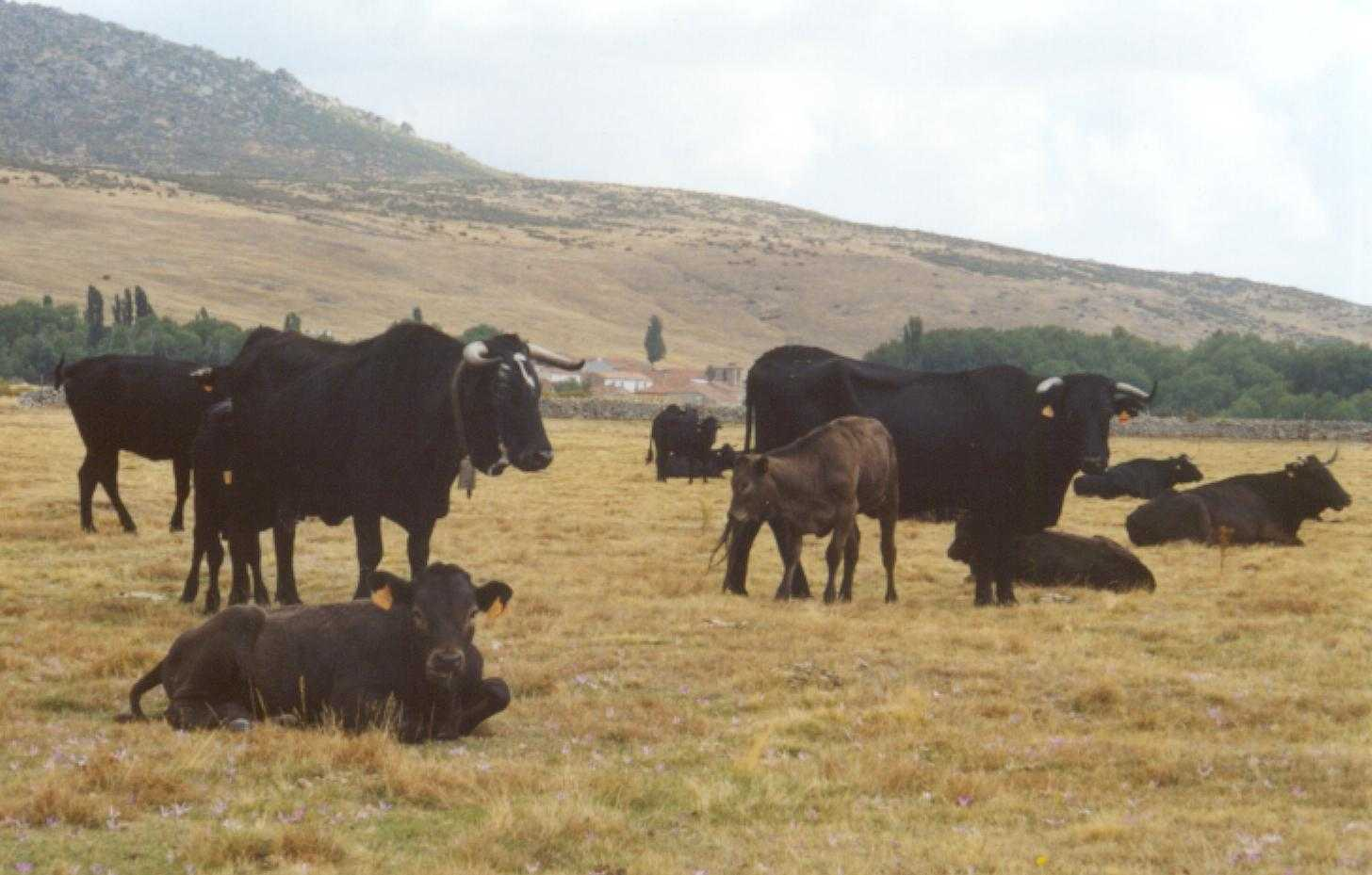
Rebaño descansando en la rastrojera (Garganta del Villar).

La producción principal de la raza, y hoy día casi exclusiva, es la carne, aunque en algunas zonas de montaña, y de forma ocasional, todavía se utilizan algunos ejemplares en las labores del campo.
Tradicionalmente, cuando se utilizaban las yuntas de hembras para labra el campo, la raza contaba con un excelente tipo comercial de producción de carne, la "ternera blanca de Castilla", animales mantenidos en estabulación y alimentados únicamente con la leche de las madres, que llegaban al mercado con tres meses de vida.
Actualmente los tipos comerciales producidos son el "ternero pastenco" y el añojo. El primero se cría en el pasto con la madre y llega al mercado al final de uno de los periodos de pastoreo, el invernal o el estival, con una edad que oscila de 5 a 8 meses y un peso vivo entre 180 y 230 kg. La producción de añojos se puede hacer con estabulación y cebo de los terneros pastencos tras el destete hasta los 16-18 meses, o manteniendo los animales en el pasto hasta pasar la segunda primavera de sus vidas, para, posteriormente, alimentarlos durante dos o tres meses a base de concentrados y venderlos con 20 meses de vida. Los añojos llegan al mercado con 500-600 kg de peso vivo.
En cualquier caso, la carne se caracteriza por su teneza y por la intensidad y calidad de su sabor, contando con la denominación específica Carne de Avileño, siendo la primera carne española en conseguir la denominación específica. También participa en otras denominaciones como Ternera de Extremadura y Carne de la Sierra de Guadarrama.
Los rendimientos cárnicos se sitúan en torno al 55%, si bien algunos añojos bien cebados puede llegar hasta el 59%, con índices de conversión de 4.4 kg./kg. y ganancias diarias de peso de hasta 900 gr antes del destete y de más de 1000 en individuos de cebadero. Lógicamente, estos porcentajes aumentan en cruce industrial con charolesa o limusín.

## Manejo

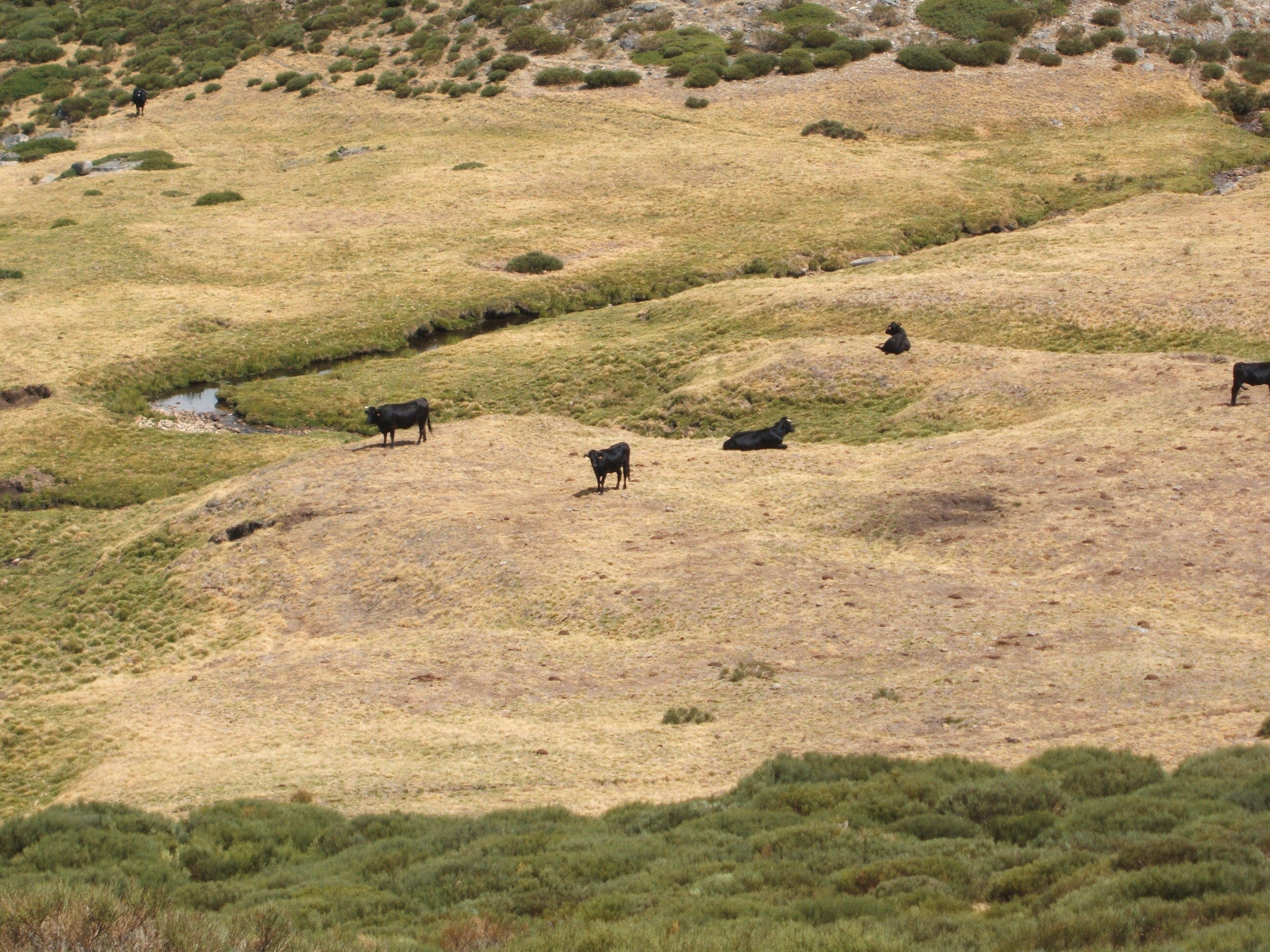
Reses trashumantes pastando en La Serrota.

Se pueden considerar dos regímenes de explotación diferentes de la raza: en extensivo y mixto o semiextensivo.
En extensivo se explota el mayor número de efectivos. Los animales están en pastoreo exclusivo, nunca se estabulan, alimentándose a base de recursos naturales y recibiendo raciones suplementarias de heno o paja únicamente cuando las condiciones climáticas son extremas. Por otra parte, no solo existen explotaciones estantes, sino que también las hay, y cada vez más, trashumantes y trasterminantes. Los trashumantes bajan en invierno a Extremadura o Andalucía, y en primavera-verano a zonas montañosas del Sistema Central, e incluso llegan hasta la Cordillera Cantábrica. En cualquiera de los casos, las vacas se cubren, mediante monta natural en libertad, al final de los meses de primavera, de forma que los partos tienen lugar a finales del invierno siguiente, en el momento óptimo de producción herbácea en las zonas de invernada.
El sistema semiextensivo es mucho menos frecuente, y es el seguido por rebaños pequeños, muchas veces de tipo comunal.

## Cualidades

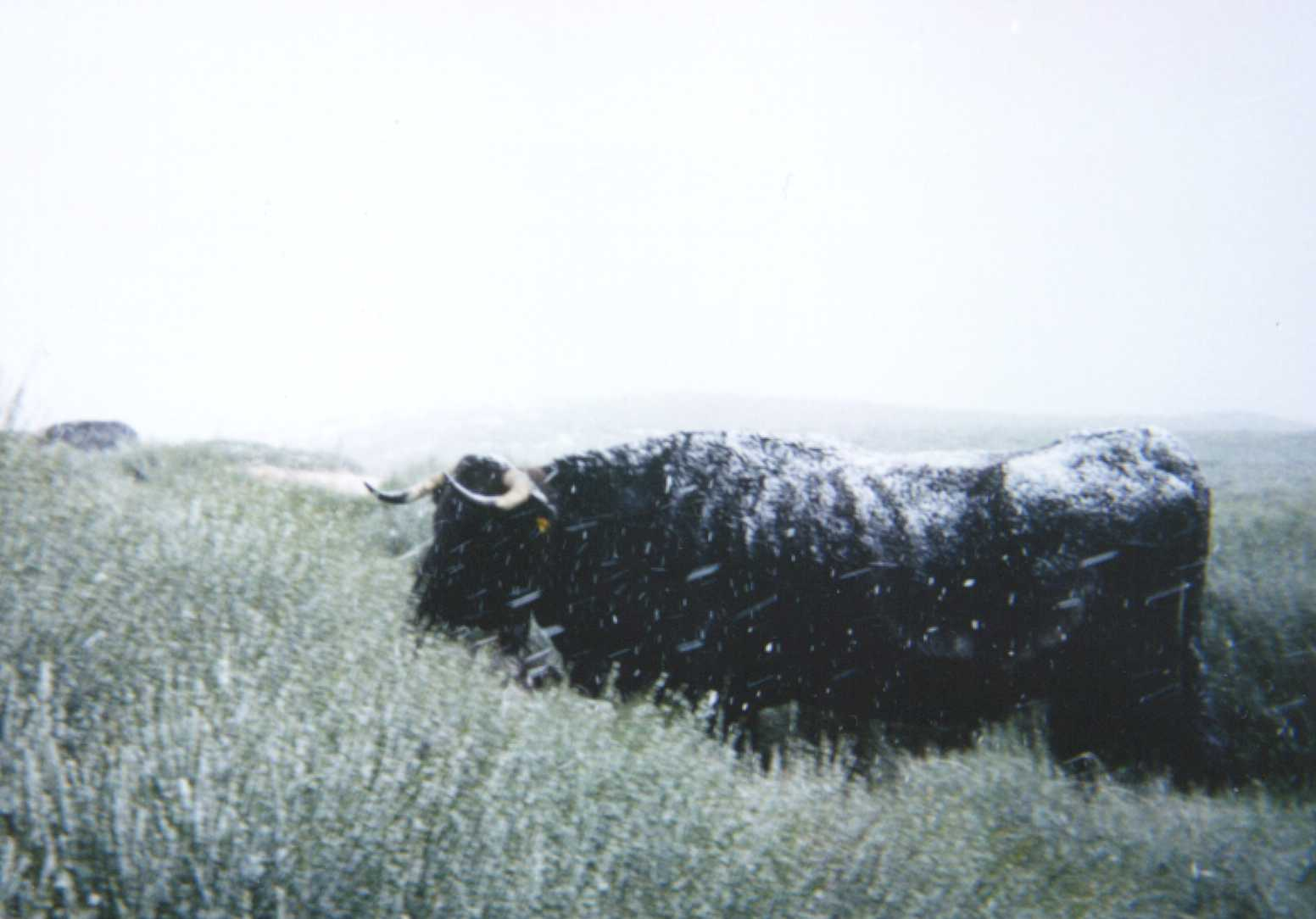
La avileña resiste la dura climatología de montaña.

Una de sus cualidades más apreciadas es la rusticidad, imprescindible para soportar las duras condiciones climáticas del medio montañoso en que se explota y la deficiente e irregular alimentación a lo largo del año, Además, es una raza caminante, lo que le permite no solo hacer largos recorridos diarios en busca del alimento por la accidentada orografía de su zona de ubicación, sino también los largos desplazamientos de la trashumancia.
En cuanto a sus características reproductoras, destacan su fertilidad, que alcanza índices superiores al 80% cuando la alimentación es adecuada, así como su facilidad de parto y su acentuado comportamiento maternal, defendiendo a sus crías ante cualquier depredador. Además, es muy longeva y adecuada para cruzamientos industriales, sobre todo con charolesa y limusin, obteniéndose un ternero pesado y precoz dentro de los sistemas extensivos, de gran aceptación por los carniceros.

## Selección
Dispone de libro genealógico desde el año 1970, legislación que fue actualizada en 1977 y, finalmente, en 1980, para denominarla, como se ha señalado avileña-negra ibérica.
En su selección se trata de mejorar su conformación, principalmente aumentar la anchura de los lomos y suprimir el hundimiento de la línea dorsolumbar, eliminar totalmente la grupa de pollo y lograr que esta sea amplia y plana, y en el tercio posterior, conseguir que la nalga tenga mayor convexidad. En este sentido, los programas de mejora genética tienen como principal objetivo aumentar el rendimiento y productividad de la raza en su propio medio de producción, sin disminuir su rusticidad y su capacidad de aprovechar pastos de montaña.